# 博勒內什蒂鄉
44°40′N 26°36′E / 44.667°N 26.600°E
博勒內什蒂鄉（羅馬尼亞語：Comuna Borănești, Ialomița），是羅馬尼亞的鄉份，位於該國南部，由雅洛米察縣負責管轄，處於布加勒斯特以北50公里，每年平均降雨量927毫米，海拔高度57米，2007年人口2,521。